# Be Station
『Be Station』（ビーステイション）は、小森まなみの2作目のベストアルバムである。1999年10月16日、スターチャイルドより発売された。

## 解説
- 小森の15周年を記念して製作されたベストアルバム、発売日である10月16日は小森の誕生日で、バースデイリリースだった。
- 今作の為に書き下ろされた楽曲も収録され、中には小森がパーソナリティーを務めるラジオのテーマソングにもなっている。
- 「あした元気になあれ」は翌年、高橋直純とのユニット・AsRのアルバム『AsR Selection』にてセルフカバーしている。
- 初回限定盤として、現時点では入手不可能な楽曲を収録したお宝ソング迷（名）曲三選8cmCDが封入された。

## 収録曲
1. Angel Heart
  - 作詞：小森まなみ、作曲：飯塚昌明、編曲：大森俊之
  - アルバム『Courage〜クゥ・ラージュ〜』収録
2. Teenage Dream
  - 作詞：小森まなみ、作曲：和泉一弥、編曲：根岸貴幸
  - アルバム『HERTZ III〜DJ BEAT〜』収録
3. あした元気になあれ
  - 作詞：小森まなみ、作曲：高橋直純、編曲：飯塚昌明
  - 今作の為に書き下ろされた楽曲
  - ラジオ『mamiのRADIかるコミュニケーション』エンディングテーマ
4. 1999・地球（ほし）に願いを…
  - 作詞：小森まなみ、作曲：木根尚登、編曲：根岸貴幸
  - アルバム『HERTZ III〜DJ BEAT〜』収録
5. Believe（Liberty'94）
  - 作詞：小森まなみ、作曲・編曲：池間史規
  - ベストアルバム『Birth』収録
6. Little Courage〜うちへおいでよ〜
  - 作詞：小森まなみ、作曲：岡崎律子、編曲：丸尾めぐみ
  - アルバム『Courage〜クゥ・ラージュ〜』収録
7. 大好き!
  - 作詞・作曲：小森まなみ、編曲：池間史規
  - ベストアルバム『Birth』収録
8. 魔法のシグナル
  - 作詞：小森まなみ、作曲・編曲：丸尾めぐみ
  - アルバム『ALICE』収録
9. YELLを君に!
  - 作詞：小森まなみ、作曲・編曲：池間史規
  - アルバム『Courage〜クゥ・ラージュ〜』収録
  - ラジオ「小森まなみのYELLを君に!」オープニングテーマ
10. あなたを想うと勇気がわいてくる
  - 作詞：小森まなみ、作曲・編曲：池間史規
  - アルバム『Presage』収録
  - ラジオ「小森まなみの君がそばにいれば」エンディングテーマ
11. I Love You（Bonus Track）
  - 作詞：小森まなみ、作曲・編曲：池間史規、コーラス：岡崎律子・高橋直純
  - アルバム『Presage』収録
  - ラジオ大阪開局40周年記念ラジオチャリティーミュージックソンチャリティーソング
12. Be Station
  - 作詞：小森まなみ、作曲：中村裕介、編曲：丸尾めぐみ
  - 今作の為に書き下ろされた楽曲
  - ラジオ『小森まなみの君がそばにいれば』エンディングテーマ
13. Don't Cry Baby〜天使のチャイム〜（HIROKI RE-MIX Version）
  - 作詞・作曲：小森まなみ、編曲：根岸貴幸
  - アルバム『ALICE』収録
14. 君に逢えてボクはボクになる
  - 作詞：小森まなみ、作曲：岡崎律子、編曲：長谷川智樹、コーラスアレンジ：岡崎律子
  - ベストアルバム『Birth』収録
  - ドラマCD『霞くんの危険な生活』イメージソング
15. HERTZ〜電波の天使たち〜（New Version）
  - 作詞：小森まなみ、作曲：池間史規、編曲：根岸貴幸
  - アルバム『HERTZ III〜DJ BEAT〜』収録
16. ストローク〜青のむこう
  - 作詞：小森まなみ、作曲・編曲：丸尾めぐみ
  - 今作の為に書き下ろされた楽曲

## お宝ソング迷（名）曲三選
1. 夢見るハート
  - 作詞：森野律、作曲：あみ啓三、編曲：長谷川智樹
  - テレビアニメ『魔法のプリンセスミンキーモモ（新）』前期オープニングテーマ
2. 電光戦士マミリンダー
  - 作詞：安寿リナ、作曲・編曲：菊池俊輔
  - ラジオ『mamiのRADIかるコミュニケーション』から生まれたシングル「ハイカラRADIコミ音頭」のカップリング曲、安寿リナはアンジェリーナをもじった小森のペンネーム
3. Dancin' LICCA Chan〜リカのCMメドレー〜
  - 作詞：伊藤アキラ・香山リカ・荒木とよひさ、作曲：馬飼野康二、編曲：馬飼野康二・大谷幸